# 石榴树上结樱桃
《石榴树上结樱桃》是李洱创作的一部中国农村题材长篇小说，16万字，2004年8月出版，是继《花腔》之后李洱的第二部长篇作品。

## 故事大纲
一心为村民谋福利的现任村委会主任孔繁花，要竞选连任村主任。可就在选举前夕计划生育工作却出了问题：一个妇女计划外怀孕并失踪。此事打乱了繁花的部署，她决定将事件查个水落石出。结果秘密接二连三浮出水面：不但村委会班子里的几个人背着她四处拉选票，而且她最信任的接班人竟然也在背后捅了她一刀。

## 主要人物
- 孔繁花，女，溴水县管庄村现任村委会主任，前任村支书，有一个女儿“豆豆”
- 张殿军，繁花丈夫，上门女婿，在深圳一家鞋厂打工
- 孟小红，村团支书，繁华助手
- 孔繁荣，繁花妹妹，在报社工作，她丈夫为县财政局副局长
- 孟庆书，村治保委员，兼抓计划生育
- 红梅，庆书老婆
- 姚雪娥，计划外怀孕妇女，山西阳城人，李铁锁老婆，已有两个女儿
- 孟庆林，村民
- 孔繁奇，村人民调解委员
- 孟庆茂，前任村长
- 裴贞，民办教师李尚义的老婆，姚雪娥邻居

## 荣誉
- 首届“华语图书传媒大奖·文学图书奖”
- 第四届“大家文学奖（荣誉奖）”
- 第十届“庄重文文学奖”[1]

## 影响
2008年10月24日，德國總理安格拉·默克爾訪問中國，她把德文版本的《石榴樹上結櫻桃》一書送给中國總理温家寶，且點名要會晤李洱。德國媒體對李洱的評價十分高。其中作品《石榴樹上結櫻桃》（2004年出版）被2007年10月出版的《普鲁士報》（Preußische Allgemeine Zeitung）評為「配得上它所獲得的一切榮譽」。而早在2007年4月，該書已由德國著名的出版社DTV出版社出版。直至現在，當地已售出了逾萬本德文版的《石榴樹上結櫻桃》。

## 改编作品
同名影片由陈力导演，师春玲、宁理、缪婷茹、张刚主演，入围2012年莫斯科国际电影节主竞赛单元，2013年4月上映。